# クラースネ (ビーラ・ツェールクヴァ地区)
クラースネ（ウクライナ語：Кра́сне；意訳：「綺麗村」）は、ウクライナのキーウ州ビーラ・ツェールクヴァ地区にある村。村名はウクライナ料理コールジュにちなむ。1854年に創建された。面積は約0.9km²（2005年）。人口は212人（2005年）。